# Lutzomyia erwindonaldoi
Lutzomyia erwindonaldoi är en tvåvingeart som först beskrevs av Ortíz I. 1978.  Lutzomyia erwindonaldoi ingår i släktet Lutzomyia och familjen fjärilsmyggor. Inga underarter finns listade i Catalogue of Life.